# Castlevania: Symphony of the Night
Castlevania: Symphony of the Night (Japans: 悪魔城ドラキュラX 月下の夜想曲), is een action-adventuregame in 2D die in 1997 door Konami op de markt werd gebracht. Het is het 14de deel uit de Castlevania serie en een direct vervolg op Castlevania: Rondo of Blood.
Symphony of the Night is een belangrijke mijlpaal in de serie Castlevania. Het spel week af van het standaard veld-na-veld platform idee en introduceerde een nieuwe stijl van niet-lineaire gameplay met uitgestrekte kaart en rollenspel elementen, die door vrijwel alle opvolgers werd doorgezet. Dit principe van niet-lineaire gameplay deed erg aan de Metroid-serie denken en wordt ook wel aangeduid als 'Metroidvania'.

## Gameplay
Het hoofdpersonage in het spel is Alucard, zijn basisbewegingen zijn springen en aanvallen met één of meerdere wapens. Terwijl hij het kasteel verkent leert hij nieuwe vaardigheden zoals shapeshiften (van gedaante veranderen).
In Symphony of The Night kan de speler vele delen van het kasteel verkennen, die niet direct tot het einde van het spel leiden. De speler moet ook terugkeren naar eerder verkende gebieden als nieuwe krachten beschikbaar zijn, want hiermee worden bepaalde deuren of platforms bereikbaar die dat eerst niet waren. RPG-elementen in het spel moedigen de speler ook aan om het kasteel te verkennen, zo kan Alucard zijn attributen vergroten. Bijvoorbeeld wapens, voorwerpen en tijdelijke power-ups, die enkel gevonden kunnen worden met speciale vaardigheden zoals de double jump (dubbele sprong). Dit is grotendeels gebaseerd op de Legend of Zelda spellen, waar ook non-lineaire elementen in zitten en waarbij ook bepaalde delen pas toegankelijk worden met bepaalde items en vaardigheden.
De niet-lineaire gameplay is een van de meest geprezen aspecten van het spel.

### Bewegingen
Symphony of the Night heeft een 'vrije besturing' ten opzichte van zijn voorgangers in de Castlevania serie.  Naast aanvallen, springen en basisbewegingen, is Alucard in staat om tegelijkertijd een Flying Kick (vliegende trap) en een back-dash (achteruit slieren) uit te voeren. Terwijl de neerwaartse trap niet gebruikt kan worden door een speler, is de back-dash - die geactiveerd kan worden door een druk op de knop - een gemakkelijke manier om de aanvallen van vijanden te ontwijken. Het is ook sneller dan de gewone wandelsnelheid van Alucard.
Symphony of the night maakt gebruik van gestuurde toetsencombinaties (een ander hoofdbestanddeel van veel vechtspellen). Om speciale spreuken of Magic Spells uit te voeren. De meeste van Alucards Magic Spells worden geactiveerd door een toetsencombinatie in te drukken gevolgd door een druk op het vierkant. De alternatieve karakters Richter en Maria gebruiken deze combinaties ook voor hun speciale vaardigheden.

### Wapens
Terwijl de personages van Castlevania van oudsher zwepen gebruiken, bestaat Alucards arsenaal vooral uit scherpere wapens, zwaarden en messen. Knuckles (knokkels) en eenmalige wapens (zoals 'neutron bombs' en speren) komen minder frequent voor. Richter maakt gebruik van de traditionele Vampire Killer zweep en Maria maakt gebruik van duiven, deze alternatieve personages kunnen hun wapens niet veranderen. 
Reeds in de vorige titels van Castlevania konden de bespeelbare personages diverse subwapens gebruiken, die Hearts (hartjes) verbruiken. Deze Hearts zijn te vinden in het hele kasteel. Dit kunnen subwapens zijn uit de eerdere Castlevania spellen zoals axes (bijlen), crosses (kruizen) en holy water (gewijd water). Net zoals in de voorganger van Symphony of the Night, Rondo of Blood, kan de speler een eerder gedropt subwapen terug oppakken als een nieuw is genomen. Dit helpt de speler om niet per ongeluk een subwapen te verliezen. Sommige subwapens hebben verschillende uitwerkingen naargelang welk bespeelbaar personage wordt gebruikt.

## Plot

### Omgeving en karakters
Het spel vindt net zoals sommige vorige titels van Castlevania plaats in Transsylvanië. In Rondo of Blood werd een aanzienlijk deel van de tijd besteed aan het reizen naar Castlevania via het Zevenburgse landschap, Symphony of the Night speelt zich volledig af in het kasteel.
Het kasteel zelf schuift door het landschap en bevat veel traditionele motieven zoals een ondergronds gedeelte, een kapel en een klokkentoren. Tegen het einde van het spel gaat de speler een omgekeerde versie van het kasteel binnen (inverted castle). In de omgekeerde versie doen er zich rare natuurverschijnselen voor want zowel voorwerpen, meubels en zelfs vloeistoffen blijven ondersteboven hangen.
Symphony of the Night heeft een terugkerende Castlevania cast, bestaande uit de hoofdpersonages: Alucard, zoon van Dracula; erfgenaam van de familie Belmont, Richter en Maria Renard. Death (de Dood); Shaft, de priester van het duister en Dracula zijn de belangrijkste antagonisten van het spel.

### Verhaal
Symphony of the Night begint met de slotscène van Rondo of Blood, waarin Richter Belmont vecht tegen Dracula en hem vervolgens verslaat. Vier jaar later verdwijnt Richter, Maria wordt gevraagd om hem te zoeken en ze struikelt daarbij over het verrezen kasteel van Dracula, Castlevania. Alucard ontwaakt uit zijn zelf veroorzaakte slaap en hij bereidt zich voor om zijn vader te verslaan, Dracula. De Dood wacht hem echter op en gebiedt hem het kasteel te verlaten. Alucard weigert en de Dood neemt hem al zijn wapens en harnas af, waardoor hij letterlijk met lege handen verder moet om zijn wapens terug te vinden.
Alucard en Maria ontmoeten elkaar op gezette tijden in het kasteel. Richter blijkt de kasteelheer te zijn. Castlevania blijkt meer dan een gewoon kasteel te zijn, maar blijkt in dienst te staan van de chaos. Alucard verkent het kasteel, vindt belangrijke wapens en krachten, verslaat de monsters die in dienst staan van Richter, en ten slotte Richter zelf. Nu wordt duidelijk dat Richter in de macht van de priester van het Duister, Shaft is. Shaft werd vermoord in Rondo of Blood maar blijkt weer tot leven te zijn gekomen. Richter komt bij zinnen en Shaft vlucht naar het omgekeerde kasteel dat nu verschijnt, om Dracula tot leven te wekken. Alucard volgt hem en verslaat hier de dienaren van Shaft en Dracula om de verschillende voorwerpen te bemachtigen om toegang te krijgen tot het centrum van het kasteel. Hier verslaat hij Shaft en ten slotte zijn eigen vader. 
Omdat Alucard vervloekt is vertrekt hij om nooit meer terug te komen. Bij een goede score gaat Maria hem achterna, bij een slechte score blijft ze bij Richter.
Bij het invullen van de naam ´RICHTER´ of ´MARIA´ kan men zowel het gewone als omgekeerde kasteel met respectievelijk Richter of Maria spelen, met alle monsters en eindbazen op Richter, Maria en Dracula na. Richter vecht met zijn zweep en Maria met duiven.   

### Muziek
De muziek in Symphony of the Night werd met grote lof ontvangen door de fans van Castlevania, hoewel sommigen deze te bombastisch vonden. De muziek werd gecomponeerd door Michiru Yamane, die eerder de soundtrack componeerde voor Castlevania: Bloodlines. De muziek bevat elementen uit meerdere genres waaronder: techno, gothic rock, new age, klassiek, jazz en vele variaties van metal. "I Am the Wind ", een vocaal stuk dat uitgevoerd wordt door Cynthia Harrell, wordt gespeeld tijdens de aftiteling.
De muziek bevat enkele nummers die remixes zijn van stukken uit Akumajō Dracula X Chi no Rondo onder andere "Dance of Illusions". Er is ook "Blood Relations", een variatie van het stuk dat gehoord wordt in Rondo of Blood.
De originele PlayStation-versie van Symphony of the Night bevat een muzieknummer met een gearrangeerde versie van het nummer "Dracula's Castle". Dit nummer kan op een audio-cd-speler worden afgespeeld.

### Onthaal
Op het moment van de release kreeg Symphony of the Night veel lovende kritiek, maar toch werd het spel om onverklaarbare reden erg laag geprijsd. Een veelgehoord kritiekpunt was dat het zonde was dat het spel de 3D-mogelijkheden van de PlayStation niet benutte. Nu echter worden kopieën van het originele PlayStation-spel gezien als een verzamelobject. Het is een van de beste voorbeelden om de blijvende populariteit van 2D-spellen tijdens de vijfde generatie spelconsoles aan te tonen.
In 1998 werd Symphony of the Night bekroond tot PlayStation Game van het Jaar door Electronic Gaming Monthly. Het spel kreeg ook de 4e plaats op de BAVA's 100 grootste games aller tijden en daarmee het PS1 spel dat het beste scoorde op de lijst. het werd ook uitgeroepen tot Spel van het Jaar door de PSM in de lijst top 10 games van 1997. Het spel staat op een aantal "beste game"-lijsten, met name GameSpot. Ook de 6e plaats op IGN's "Top 100 games aller tijden" en 24e op de Game Informer's "Top 200 games ooit". Gamepro noemde de ontdekking van het omgekeerde kasteel het zesentwintigste grootste moment in de gaming. WeDoLists rangschikte de soundtrack van Symphony of the Night als tweede beste van het video game genre.

## Platforms
| Jaar | Platform           |
| ---- | ------------------ |
| 1997 | PlayStation        |
| 1998 | SEGA Saturn        |
| 2007 | Xbox 360           |
| 2009 | PSP, PlayStation 3 |
| 2012 | PS Vita            |

## Ontvangst
| Beoordeeld door            | Platform    | Datum            | Score |
| -------------------------- | ----------- | ---------------- | ----- |
| Game industry News (GiN)   | Xbox 360    | 2007             | 100%  |
| Jeuxvideo.com              | PlayStation | 1 augustus 2010  | 90%   |
| Jeuxvideo.com              | PSP         | 1 augustus 2010  | 90%   |
| Just RPG                   | Xbox 360    | 2007             | 90%   |
| Gamer.nl                   | Xbox 360    | 26 maart 2007    | 90%   |
| Defunct Games              | Xbox 360    | 23 maart 2007    | 89%   |
| Xbox World Australia (XWA) | Xbox 360    | 3 september 2007 | 88%   |
| GameSpot                   | SEGA Saturn | 19 augustus 1998 | 83%   |
| UGO (UnderGroundOnline)    | Xbox 360    | 2007             | 83%   |
| Legendra                   | SEGA Saturn | 12 februari 2003 | 80%   |

## Trivia
- Het spel is opgenomen in het boek 1001 Video Games You Must Play Before You Die van Tony Mott.
- Verschillende voorwerpen en wapens (Mormegil, Glamdring, Gurthang, Sword of Hador) zijn vernoemd naar Lord of the Rings. Andere namen verwijzen naar onder andere de Final Fantasy serie;
- In de bibliotheek van het omgekeerde kasteel komt Alucard leeuwen, tinnen mannen en vogelverschrikkers tegen als vijanden. Dit is een verwijzing naar het boek De tovenaar van Oz.